# Хамикоевы
Хамико́евы (осет. Хамихъотæ) — дигорская фамилия.

## Антропонимика
Возможно из кабардинского хамэ ‘чужой, посторонний’ + хъо — букв.: ‘чужой сын’.

## Происхождение
История фамилии Хамикоевых берёт начало в 1770—1790-х годах. По преданию, основателем фамилии является рачинец Хамико, который со своей семьёй проживал на территории Грузии. У него было три сына: Цагур, Махамат, Сонгур и одна дочь. Его семья на протяжении долгого времени подвергалась притеснениям со стороны грузинских князей, и однажды, когда терпению Хамико пришёл конец, он в тяжёлой схватке убил одного из них.
После этого всей его семье пришлось покинуть родные места. Они очень долго скитались, пока однажды через перевал не вышли к Дигорскому ущелью. Остановились на ночлег на окраине непроходимого, полного дикими животными, леса. Ночью Хамико приснился сон, что это место не пригодно для жизни и нужно искать более безопасное место. На следующий день они поднялись ещё выше в горы где обнаружили небольшой родник, возле которого решили остановиться и построить дом. К весне был построен их дом, который стал первым родовым домом в селении Ногкау. Его сыновья — Цагур и Махамат — женились на девушках из соседних сёл и зажили своими семьями, а младший сын Сонгур решил перебраться на равнину и обосновался в кабардинском селе Старый Лескен, где и женился и от него пошёл род Сонгуровых.
Уже в советские времена Хамикоевы стали расселяться по равнинным сёлам: Новый Урух, Сурх-Дигора, г. Дигора. До недавнего времени и в селениях Ногкау и Дзинага проживало несколько семей Хамикоевых.

## Генетическая генеалогия
Генотек __ Хамикоев Азамат Алиханович __ G2a1a1a1 # H1q3 

## Известные носители
- Илья Хамикоев (1991) — российский и азербайджанский борец вольного стиля.
- Руслан Саладинович Хамикоев (1990) — боксёр, победитель турнира «Шёлковый путь».

## Посемейные списки
1847. Деревни Новаков, старшины Махомет Гатагова
- Ураз Хамуков
- Басиль Хамикоев

1863. Живущия в горах. Аул Ноакау
2. Башил Хамекоев
- сыновья его: Мали, Бадзай, База

3. Ураз Хамекоев
- сын его: Каспулат
- братья его: Дахико (сыновья его Мурзабек, Асланмурза), Балчу (сын Тембулат), Гамай

4. Георгий Хамикоев
- сын его: Новорождённый